# Paracladura patagonica
Paracladura patagonica är en tvåvingeart som beskrevs av Alexander 1929. Paracladura patagonica ingår i släktet Paracladura och familjen vintermyggor. Inga underarter finns listade i Catalogue of Life.